# Феррейра де Карвальо Фильо, Антенор
Антенор Феррейра де Карвальо Фильо (порт.-браз. Antenor Ferreira de Carvalho Filho; 1 ноября 1933, Трес-Риус — 2004) — бразильский футболист, нападающий.

## Карьера
Феррейра начал свою карьеру в любительской команде «Колония» из родного города Трес-Риус в 1949 году. В 1950 году он перешёл в местный клуб «Америка». Годом позже нападающий перешёл в  «Америку» из Рио-де-Жанейро. Первоначально Феррейра играл за дублирующий состав команды, пока не дебютировал в 1952 году в основе клуба. В 1953 году с ним был подписан первый в жизни этого игрока профессиональный контракт. В том же году Феррейра стал лучшим бомбардиром команды в чемпионате штата Рио-де-Жанейро, забив 15 голов. В два последующих года «Америка» завоёвывала вторые места в чемпионате. 
В 1959 году Феррейра перешёл в испанский клуб «Реал Мурсия», где дебютировал 13 сентября в матче с Валенсией Местальей (1:1) во втором испанском дивизионе. За клуб он выступал один сезон, проведя 14 матчей и забив 1 гол. Годом позже нападающий перешёл в «Кастельон», сыграв первую встречу за клуб против «Сеуты» (1:2). А всего в составе «Кастельона» выходил на поле 6 раз. В 1961 году он возвратился в Бразилию, присоединившись к «Коринтиансу». За эту команду Феррейра провёл 13 матчей. Завершил карьеру Антенор в клубе «Крузейро» в 1963 году.
В составе сборной Бразилии Феррейра дебютировал 12 июня 1956 года в матче с Парагваем на Кубок Освалдо Круза, где забил оба мяча своей команды. Он участвовал и во втором матче (5:2), где забил один мяч. В результате титул достался Бразилии. В том же году Феррейра сыграл два матча за Кубок Атлантики, также выигранном бразильцами. Всего за национальную команду он сыграл 5 матчей и забил 4 гола.
Именем Феррейры назван стадион в Трес-Риус.

## Международная статистика
| Матчи Феррейры за сборную Бразилии | Матчи Феррейры за сборную Бразилии | Матчи Феррейры за сборную Бразилии | Матчи Феррейры за сборную Бразилии | Матчи Феррейры за сборную Бразилии | Матчи Феррейры за сборную Бразилии | Матчи Феррейры за сборную Бразилии |
| ---------------------------------- | ---------------------------------- | ---------------------------------- | ---------------------------------- | ---------------------------------- | ---------------------------------- | ---------------------------------- |
| №                                  | Дата                               | Место проведения                   | Оппонент                           | Счёт                               | Голы                               | Турнир                             |
| 1                                  | 12 июня 1956                       | Асунсьон                           | Парагвай                           | 2:0                                | 2                                  | Кубок Освалдо Круза                |
| 2                                  | 17 июня 1956                       | Асунсьон                           | Парагвай                           | 5:2                                | 1                                  | Кубок Освалдо Круза                |
| 3                                  | 24 июня 1956                       | Рио-де-Жанейро                     | Уругвай                            | 2:0                                | —                                  | Кубок Атлантики                    |
| 4                                  | 1 июля 1956                        | Рио-де-Жанейро                     | Италия                             | 2:0                                | 1                                  | Товарищеский матч                  |
| 5                                  | 8 июля 1956                        | Авельянеда                         | Аргентина                          | 0:0                                | —                                  | Кубок Атлантики                    |

## Достижения
- Обладатель Кубка Освалдо Круза: 1956
- Обладатель Кубка Атлантики: 1956